# سیکلید غول‌پیکر
سیکلید غول‌پیکر (Boulengerochromis microlepis)، که به عنوان سیکلید امپراتور نیز شناخته می‌شود، یک گونه ماهی از خانواده سیکلیدها است که بومی دریاچه تانگانیکا در آفریقا است. سیکلید غول‌پیکر تنها عضو از جنس Boulengerochromis و تبار Boulengerochromini است.
اندازه نرها به ۹۰ سانتیمتر (۳٫۰ فوت) می‌رسد ولی ماده‌ها حداکثر تا ۷۵ سانتیمتر (۲٫۵ فوت) می‌رسد که احتمالاً آنها را به بزرگترین گونه موجود از خانواده سیکلیدها تبدیل می‌کند.  فقط باس طاووس خالدار ( Cichla temensis ) گونه‌ای سیکلید در آمریکای جنوبی از لحاظ اندازه با این گونه قابل مقاسیه است. 